# لنينسك (مقاطعة فولغوغراد)
لنينسك، فولغوغراد أوبلاست (بالروسية: Ленинск) هي إحدى مدن روسيا في الكيان الفدرالي الروسي فولغوغراد أوبلاست.